# ASMR

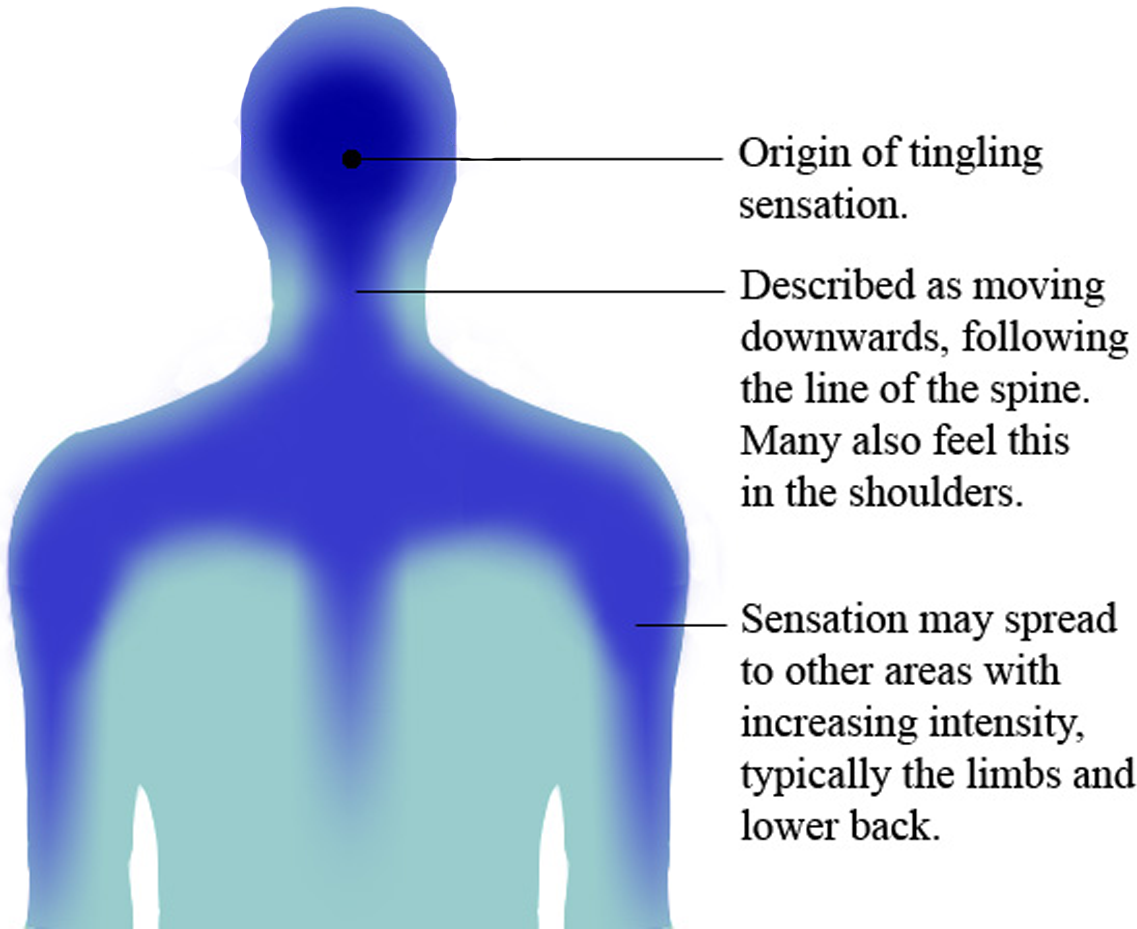
Ilustración del recorrido de la sensación de hormigueo del ASMR

El término ASMR (del inglés autonomous sensory meridian response: ‘respuesta sensorial meridiana autónoma’) es un neologismo que hace referencia a una experiencia caracterizada por una sensación estática u hormigueo en la piel que normalmente comienza en el cuero cabelludo y recorre la parte posterior del cuello y la parte superior de la columna vertebral. Se ha comparado con la sinestesia auditiva táctil y puede solaparse con el escalofrío.
Se trata de una experiencia subjetiva de «euforia de bajo grado», caracterizada por «una combinación de sentimientos positivos y una sensación de hormigueo estático en la piel». Se desencadena más comúnmente por estímulos auditivos o visuales, y menos comúnmente por el control de la atención intencional.

## Denominación
Antes del consenso social que llevó a lo que ahora es la adopción del término, se propusieron y discutieron otros nombres en varios lugares, incluyendo el foro Steady Health, el grupo Yahoo! de la Society of Sensationalists y el Unnamed Feeling Blog. Los nombres formales propuestos incluían «orgasmo mental inducido auditivo», «euforia inducida por la atención» y «euforia observadora inducida por la atención», mientras que los términos coloquiales en uso incluían «masaje cerebral», «hormigueo en la cabeza», «hormigueo en el cerebro», «hormigueo en la columna vertebral» y «orgasmo cerebral».
Mientras que muchos de los términos coloquiales y formales utilizados y propuestos entre 2007 y 2010 incluían una referencia al orgasmo, durante ese tiempo hubo una objeción mayoritaria a su uso entre aquellos que participaban activamente en discusiones en línea, muchos de los cuales han continuado persistiendo en diferenciar la naturaleza eufórica y relajante de la ASMR de la excitación sexual. Sin embargo, el argumento a favor de la excitación sexual persiste, y algunos de sus defensores han publicado videos clasificados como ASMRotica (ASMR erótica), que están deliberadamente diseñados para ser estimulantes.
Los primeros defensores de la ASMR concluyeron que el fenómeno generalmente no estaba relacionado con la excitación sexual, y Jennifer Allen propuso que el fenómeno se denominara «respuesta sensorial meridiana autónoma». Allen escogió las palabras con la intención o asumiendo que tuvieran los siguientes significados específicos:
- Respuesta: se refiere a una experiencia desencadenada por algo externo o interno.
- Sensorial: perteneciente a los sentidos o a la sensación.
- Meridiana: significa un clímax o punto de mayor desarrollo.
- Autónoma: espontáneo, autónomo, con o sin control.

Allen verificó en una entrevista en 2016 que seleccionó a propósito estos términos porque eran más objetivos, cómodos y clínicos que los términos alternativos para la sensación. En esa entrevista, Allen explicó que seleccionó la palabra meridiana para reemplazar a la palabra orgasmo y dijo que había encontrado un diccionario que definía el meridiano como «un punto o período de mayor desarrollo, mayor prosperidad o similar».

## Sensación y detonantes

### Sensación
La experiencia subjetiva, la sensación y el fenómeno perceptivo identificados por el término «respuesta sensorial meridiana autónoma» son descritos como «similar a una corriente eléctrica suave... o las burbujas carbonatadas en una copa de champán».

### Detonantes
La ASMR suele originarse por medio de estímulos denominados detonantes. Estos, que son comúnmente auditivos y visuales, pueden encontrarse a través de las interacciones interpersonales de la vida diaria. Además, la ASMR se activa a menudo por la exposición a audio y video específicos. Dichos medios pueden estar especialmente diseñados con el propósito específico de activar la ASMR o haber sido creados originalmente para otros fines y posteriormente descubiertos como detonantes de la experiencia.
Los estímulos que pueden desencadenar la ASMR, según lo señalado por aquellos que la experimentan, incluyen los siguientes:
- Escuchar una voz suave o susurrante.
- Escuchar sonidos suaves y repetitivos que provienen de alguien que se dedica a una tarea como pasar las páginas de un libro.
- Observar atentamente a alguien que realiza una tarea como preparar la comida.
- Masticar, crujir, sorber o morder alimentos, bebidas o chicles en voz alta.
- Recibir atención personal.
- Iniciar el estímulo a través de la manipulación consciente sin la necesidad de activadores externos de vídeo o audio.
- Escuchar los golpes, normalmente en superficies como plástico, madera, metal, etc.
- Movimientos de la mano, especialmente en la cara.

Detonantes por susurros
Los psicólogos Nick Davis y Emma Barratt descubrieron que el susurro era un detonante eficaz para el 75% de los 475 sujetos que participaron en un experimento para investigar la naturaleza de la ASMR, y que esta estadística se refleja en la popularidad de los videos de ASMR que incluyen a alguien que habla en voz baja.
Detonantes auditivos
Muchos de los que experimentan ASMR señalan que los ruidos ambientales no vocales realizados a través de la acción humana también son detonantes efectivos de ASMR. Ejemplos de tales ruidos incluyen dedos rascando o golpeando una superficie, cepillándose el pelo, frotándose las manos o manipulando tela, aplastamiento de cáscaras de huevo, arrugamiento de un material flexible como el papel, o la escritura. Muchos videos de YouTube que tienen la intención de activar la ASMR presentan a una sola persona que realiza estas acciones y los sonidos que resultan de ellas.
Detonantes por la interpretación del rol de atención personal
Además de la eficacia de los estímulos auditivos, muchos sujetos informan de que la ASMR se desencadena al recibir una tierna atención personal, que a menudo incluye el tacto físico y la expresión vocal combinados, como cuando les cortan el pelo, les pintan las uñas, les limpian las orejas o les dan un masaje en la espalda mientras el proveedor del servicio habla en voz baja con el receptor. Además, muchos de los que han sentido la ASMR durante estos y otros encuentros comparables con un proveedor de servicios afirman que ver a un ASMRtist simular la prestación de esa atención personal, actuando directamente para la cámara como si el espectador fuera el receptor de un servicio simulado, es suficiente para activarlo.
Los psicólogos Nick Davis y Emma Barratt descubrieron que la atención personal era un detonante efectivo para el 69% de los 475 sujetos que participaron en un estudio realizado en la Universidad de Swansea, el segundo en popularidad después del susurro.
Detonantes por la interpretación del rol clínico
Dentro de la categoría de videos ASMR que simulan la prestación de atención personal se encuentra una subcategoría para aquellos que muestran específicamente al ASMRtist proporcionando servicios clínicos o médicos, incluyendo revisiones médicas rutinarias. Los creadores de estos vídeos no demuestran la veracidad de lo que se representa, y el espectador debe ser consciente de que está viendo y escuchando una simulación, interpretada por un actor. Sin embargo, muchos sujetos atribuyen resultados terapéuticos a estas y otras categorías de videos de ASMR, y hay informes anecdóticos de su efectividad para inducir el sueño de aquellos susceptibles al insomnio y aliviar una variedad de síntomas, incluyendo aquellos asociados con la depresión, la ansiedad y los ataques de pánico.
En el primer artículo sobre ASMR, publicado en Perspectives in Biology en el verano de 2013, Nitin Ahuja, que en el momento de la publicación era médico residente en la Universidad de Virginia, invitó a conjeturar sobre si la recepción de atención médica simulada podría tener algún valor terapéutico tangible para el receptor, comparando el supuesto resultado positivo de los videos de interpretaciones de roles clínicos de ASMR con los temas de la novela del autor y médico Walker Percy, publicada en 1971.
La historia gira en torno a Tom More, un psiquiatra que vive en un futuro distópico y que desarrolla un dispositivo llamado Lapsómetro Ontológico que, cuando se traza a través del cuero cabelludo de un paciente, detecta la correlación neuroquímica con una serie de perturbaciones. En el curso de la novela, More admite que la «mera aplicación de su dispositivo» al cuerpo de un paciente «resulta en el alivio parcial de sus síntomas».
Ahuja alega que a través del personaje de Tom More, representado en Love in the Ruins, Percy «muestra una comprensión intuitiva del acto diagnóstico como una forma de terapia para sí mismo». Ahuja pregunta si de manera similar, la recepción de atención clínica personal simulada por un actor en un video de ASMR podría brindar algún alivio al oyente y al espectador.

## Trasfondo e historia

### Historia temprana
El escritor austríaco Clemens J. Setz sugiere que un pasaje de la novela La señora Dalloway, escrita por Virginia Woolf y publicada en 1925, describe algo comparable. En el pasaje citado por Setz, una enfermera habla a su paciente «profundamente, suavemente, como un órgano suave, pero con una voz áspera como la de un saltamontes, que raspaba deliciosamente su columna vertebral y la enviaba corriendo hacia las ondas sonoras de su cerebro».
Según Setz, esta cita alude a la eficacia de la voz humana y de los sonidos vocales suaves o susurrados como un desencadenante de la ASMR para muchos de los que la experimentan, como lo demuestran los comentarios en los videos de YouTube que muestran a alguien hablando en voz baja o susurrando, típicamente directamente a la cámara.

### Historia contemporánea
La historia contemporánea de la ASMR comenzó el 19 de octubre de 2007 en un foro de discusión sobre temas relacionados con la salud en un sitio web llamado Steady Health. Un usuario registrado, de 21 años de edad, bajo el seudónimo "okaywhatever" publicó un mensaje que describía haber experimentado una sensación específica desde la infancia, comparable a la estimulada por el trazado de dedos a lo largo de la piel, pero a menudo desencadenada por eventos no hápticos aparentemente aleatorios y no relacionados, como «ver un espectáculo de marionetas» o «que le leyeran una historia».
Las respuestas a este mensaje indicaban que un número significativo de personas habían experimentado la sensación que "okaywhatever" describía, también en respuesta a eventos mundanos. Los intercambios precipitaron la formación de una serie de sitios web destinados a facilitar el debate y el análisis del fenómeno, para lo cual se produjeron abundantes relatos anecdóticos, pero no se llegó a un acuerdo sobre el nombre ni sobre los datos o las explicaciones científicas.

### Historia evolutiva
En la actualidad, nada se sabe con certeza sobre los orígenes evolutivos de la ASMR, ya que el fenómeno perceptivo en sí todavía no se ha identificado claramente como un fenómeno con correlaciones biológicas. Aun así, una mayoría significativa de las descripciones de la ASMR por parte de aquellos que la experimentan comparan la sensación con la producida por la recepción de un contacto físico tierno, proporcionando ejemplos tales como cortarse o peinarse el pelo. Esto ha llevado a la conjetura de que la ASMR podría estar relacionada con el acto de acicalamiento.
Por ejemplo, David Huron, profesor de la Escuela de Música de la Universidad Estatal de Ohio, afirma:

[El efecto ASMR está] claramente relacionado con la percepción de la atención no amenazadora y altruista [y tiene una] fuerte similitud con el aseo físico en los primates [que] obtienen un enorme placer (rayando la euforia) cuando son aseados por un compañero... no para estar limpios, sino más bien para establecer lazos afectivos entre ellos.

Las imágenes de los cerebros de los sujetos, obtenidas gracias al IRMf cuando informaron de que experimentaban ASMR, apoyan esta hipótesis, ya que las áreas cerebrales tales como la corteza prefrontal media (asociada con conductas sociales, incluyendo el aseo), y la corteza somatosensorial secundaria (asociada con la sensación de tacto) se activaron de forma más intensa durante los períodos de ASMR que durante los períodos de control.

## Medios

### Vídeos
La fuente más popular de estímulos indicada para ser efectiva en el desencadenamiento de la ASMR son los videos. Estos generalmente se dividen en dos categorías: intencionados y no intencionados. Los primeros son creados por aquellos conocidos como ASMRtists con el propósito de activar la ASMR en los espectadores y oyentes. 
Los segundos son los que se crean por otras razones, a menudo antes de que se llamara la atención sobre el fenómeno en 2007, pero que algunos sujetos descubren que son eficaces para desencadenar la ASMR. Un ejemplo es la canción de Art Bears The Bath of Stars. Otro ejemplo es el del pintor Bob Ross; en los episodios de su serie de televisión The Joy of Painting, tanto retransmitida como en YouTube, su manera suave y gentil al hablar y el sonido de su pintura y sus herramientas desencadenan el efecto en algunos espectadores. El trabajo del cineasta de stop-motion Pes también se menciona con frecuencia.

### Grabación binaural
Algunos creadores de vídeo de ASMR utilizan técnicas de grabación binaural para simular la acústica de un entorno tridimensional, lo que provoca en espectadores y oyentes la experiencia de estar cerca de actores y vocalistas. Las grabaciones binaurales se realizan normalmente utilizando dos micrófonos, al igual que las grabaciones estéreo. Sin embargo, en las grabaciones binaurales, los dos micrófonos tienden a estar especialmente diseñados para imitar a los oídos de los humanos. En muchos casos, los micrófonos se separan a la misma distancia que las orejas de los humanos, y los micrófonos están rodeados de piezas en forma de oreja para obtener una reverberación similar a la de las orejas humanas.
Ver y escuchar estos videos, que incluyen sonido ambiental capturado a través de grabaciones binaurales, ha sido comparado con el efecto de escuchar ritmos binaurales, los cuales también se alega que proporcionan sensaciones placenteras y la experiencia subjetiva de calma y ecuanimidad.
Las grabaciones binaurales están hechas específicamente para ser escuchadas a través de auriculares en lugar de altavoces. Al escuchar el sonido a través de los altavoces, tanto el oído izquierdo como el derecho pueden escuchar el sonido procedente de ambos altavoces. Por distinción, cuando se escucha el sonido a través de los auriculares, el sonido del auricular izquierdo es audible solo para el oído izquierdo, y el sonido del auricular derecho es audible solo para el oído derecho. Cuando se producen vídeos binaurales, la fuente de sonido es grabada por dos micrófonos separados, colocados a una distancia comparable a la de dos oídos, y no se mezclan, sino que permanecen separados en el medio final, ya sea video o audio.
Escuchar una grabación binaural a través de auriculares simula la audición binaural por la cual las personas escuchan sonidos en vivo. Para el oyente, esta experiencia se caracteriza por dos percepciones. En primer lugar, percibe que está muy cerca de los intérpretes y de la ubicación de la fuente de sonido. En segundo lugar, percibe lo que a menudo se reporta como un sonido tridimensional. Esto significa que el oyente puede percibir tanto la posición como la distancia de la fuente de sonido en relación con ellos.

## Comentarios académicos
Se han publicado varios artículos revisados por pares sobre la ASMR. El primero, del médico Nitin Ahuja, se titula It Feels Good to Be Measured: clinical role-play, Walker Percy, and the tingles. Fue publicado en Perspectives in Biology and Medicine durante 2013 y se centró en un análisis cultural y literario conjetural.
Otro artículo, publicado en la revista Television and New Media en noviembre de 2014, es de Joceline Andersen, estudiante de doctorado en el Departamento de Historia del Arte y Estudios de la Comunicación de la Universidad McGill, quien sugirió que los vídeos de ASMR que incluyen susurros «crean un espacio sonoro íntimo compartido por el oyente y el susurrador». El artículo de Andersen propone que el placer compartido conjuntamente por un creador de vídeo ASMR y sus espectadores podría percibirse como una forma particular de «intimidad no estándar» por la que los consumidores buscan una forma de placer a través de los vídeos. Andersen sugiere que esta búsqueda es privada pero también pública o publicitaria a través del intercambio de experiencias a través de la comunicación en línea con otras personas dentro de la «comunidad de los susurros».
Otro artículo, Autonomous Sensory Meridian Response (ASMR): a flow-like mental state, de Nick Davis y Emma Barratt, profesor e investigadora de postgrado respectivamente en el Departamento de Psicología de la Universidad de Swansea, fue publicado en PeerJ. El objetivo de este artículo era «describir las sensaciones asociadas con la ASMR, explorar las formas en las que se induce típicamente en individuos capaces... para proporcionar pensamientos adicionales sobre dónde esta sensación puede encajar en el conocimiento actual sobre experiencias perceptivas atípicas... y explorar hasta qué punto el compromiso con la ASMR puede aliviar los síntomas de depresión y dolor crónico». El documento se basó en un estudio hecho entre 245 hombres, 222 mujeres y 8 individuos de género no binario, de edades comprendidas entre los 18 y los 54 años, todos los cuales habían experimentado la ASMR, y consumían regularmente vídeos de ASMR, del cual los autores concluyeron y sugirieron que «dados los beneficios reportados de la ASMR en la mejora de los síntomas del estado de ánimo y del dolor....la ASMR merece una investigación adicional como medida terapéutica potencial similar a la de la meditación y el prestar atención».
Un artículo titulado An examination of the default mode network in individuals with autonomous sensory meridian response (ASMR), por Stephen D. Smith, Beverley Katherine Fredborg y Jennifer Kornelsen, analizó la red neuronal por defecto (RND) en individuos con ASMR. El estudio, que usó resonancia magnética funcional (IRMf), concluyó que había diferencias significativas en la RND de los individuos que tienen ASMR en comparación con un grupo de control sin ASMR.
El primer estudio para obtener imágenes cerebrales reales (IRMf) en sujetos que experimentan hormigueos derivados de la ASMR (a diferencia de los individuos que simplemente fueron capaces de experimentar el fenómeno) fue publicado en BioImpacts en septiembre de 2018. Los sujetos vieron varios videos ASMR con una pantalla y auriculares mientras estaban dentro del escáner de IRM. El estudio encontró una diferencia significativa en la activación cerebral entre los períodos de tiempo en los que el sujeto reportó hormigueo (comunicado al presionar un botón), en comparación con los períodos de tiempo en los que estaba viendo un video pero no reportó hormigueo (comunicado al presionar un botón diferente, para controlar los efectos de activación cerebral causados al presionar simplemente un botón). Concluyeron que «las regiones cerebrales más activas durante las sensaciones de hormigueo eran el núcleo accumbens, corteza prefrontal, ínsula y corteza somatosensorial secundaria», y sugirieron que estas eran similares a «la activación de regiones cerebrales previamente observadas durante experiencias como la vinculación social y el escalofrío musical».

## Comentarios científicos
El 12 de marzo de 2012, Steven Novella, director de Neurología General de la Escuela de Medicina de la Universidad de Yale, publicó un mensaje sobre ASMR en su blog Neurologica. En cuanto a la pregunta de si la ASMR es un fenómeno real, Novella dijo que «en este caso, no creo que haya una respuesta definitiva, pero me inclino a creer que sí la hay. Hay un número de personas que parecen haberla experimentado y descrito independientemente» con «detalles bastante específicos. De esta manera es similar a las migrañas - sabemos que existen como un síndrome principalmente porque muchas personas diferentes reportan el mismo conjunto de síntomas e historia natural». Novella planteó tímidamente las posibilidades de que la ASMR pudiera ser un tipo de convulsión placentera u otra forma de activar la «respuesta al placer». Sin embargo, Novella llamó la atención sobre la falta de investigación científica sobre la ASMR, sugiriendo que las tecnologías de resonancia magnética funcional (IRMf) y de estimulación magnética transcraneana deberían ser usadas para estudiar los cerebros de las personas que experimentan la ASMR en comparación con las personas que no la experimentan, como una forma de comenzar a buscar comprensión y explicación científica del fenómeno.
Cuatro meses después de la publicación de Novella en el blog, Tom Stafford, profesor de psicología y ciencias cognitivas en la Universidad de Sheffield, dijo que la ASMR «puede ser algo real, pero es intrínsecamente difícil de investigar... algo como aquello que no se puede ver ni sentir» y «no ocurre para todos». Stafford comparó el estado actual de ASMR con el desarrollo de actitudes hacia la sinestesia, que, según él, «durante años... fue un mito, y luego, en la década de 1990, la gente encontró una forma fiable de medirlo».

## Comparación con otros fenómenos

### Comparación con la sinestesia
Parte integral de la experiencia subjetiva de la ASMR es una sensación de hormigueo localizado que muchos describen como similar a la de ser tocado suavemente, pero que se estimula al ver y escuchar los vídeos en ausencia de cualquier contacto físico con otra persona.
Estas experiencias han precipitado la comparación entre la ASMR y la sinestesia, una condición caracterizada por la experimentación de dos sentidos que funcionan mezclándose entre ellos. Así, las personas con diversos tipos de sinestesia reportan, por ejemplo, «ver sonidos» en el caso de la sinestesia auditivo-visual, o «palabras de degustación» en el caso de la sinestesia léxico-gustativa.
En el caso de ASMR, muchos reportan la percepción de «ser tocado» por las imágenes y sonidos presentados en una grabación de video, comparable a la sinestesia visual-táctil y auditivo-táctil.

### Comparación con la misofonía
Algunas personas han tratado de relacionar la ASMR con la misofonía, que literalmente significa el odio al sonido, pero se manifiesta típicamente como «reacciones emocionales negativas automáticas a sonidos particulares, lo opuesto de lo que se puede observar en las reacciones a estímulos de audio específicos en la ASMR».
Por ejemplo, aquellos que sufren de misofonía a menudo reportan que los sonidos humanos específicos, incluyendo los que se producen al comer, respirar, susurrar o hacer ruidos repetitivos de golpeteo, pueden precipitar sentimientos de enojo y repugnancia, en ausencia de cualquier asociación previamente aprendida que pudiera explicar de otra manera esas reacciones.
Hay abundantes informes anecdóticos de aquellos que afirman experimentar tanto misofonía como ASMR en múltiples sitios de interacción y discusión en la web. Común a estos informes es la experiencia de ASMR a algunos sonidos, y la misofonía en respuesta a otros.

### Comparación con frisson
La sensación de hormigueo que caracteriza a ASMR ha sido comparada y contrastada con frisson, palabra francesa que hace referencia a una breve sensación que se suele calificar de placentera y que a menudo se expresa como una respuesta emocional abrumadora a estímulos, como una pieza musical. El frisson se produce a menudo al mismo tiempo que la piloerección, coloquialmente conocida como piel de gallina, por la que se contraen los arrectores, lo que provoca que el vello corporal, en particular el de las extremidades y la nuca, se erice o se «ponga de punta».
Aunque ASMR y frisson están «interrelacionados en el sentido de que parecen surgir a través de mecanismos fisiológicos similares», los individuos que han experimentado ambos los describen como cualitativamente diferentes, con diferentes tipos de detonantes. Un estudio de 2018 mostró que las principales regiones cerebrales que ya se sabe que se activan en el frisson también se activan en la ASMR, y sugiere que «el patrón similar de activación tanto de ASMR como de frisson podría explicar sus similitudes subjetivas, tales como su corta duración y la sensación de hormigueo».

### Asociación con la sexualidad
Las personas que experimentan ASMR reportan sentirse relajadas y soñolientas después de ver y escuchar contenido ASMR. Aunque algunos periodistas y comentaristas han retratado a la ASMR como íntima, se continúa señalando que no hay evidencia de ninguna conexión entre la ASMR y la excitación sexual.

## En la cultura popular

### Arte contemporáneo
La artista berlinesa Claire Tolan es una artista contemporánea que trabaja con ASMR, ha producido obras para el CTM Festival, ha colaborado con la compositora Holly Herndon y ha expuesto en Norteamérica y Europa. Ha estado trabajando en este género desde 2013.
El canal de vídeo Shrugging Offing de la artista británica Lucy Clout, realizado para su exposición en marzo de 2013, utiliza el modelo ASMR de emisiones en línea como base para un trabajo de exploración del cuerpo femenino.

### Artes digitales
La primera instalación de arte digital inspirada específicamente en ASMR fue realizada por la artista americana Julie Weitz y llamada Touch Museum, que se inauguró en la Young Projects Gallery el 13 de febrero de 2015 y que incluía proyecciones de vídeo distribuidas en siete salas.

### Música
La música para la instalación de artes digitales Touch Museums de Julie Weitz fue compuesta por Benjamin Wynn bajo su seudónimo Deru y fue la primera composición musical creada específicamente para un evento ASMR en vivo.
Posteriormente, las artistas Sophie Mallett y Marie Toseland crearon una obra sonora binaural en vivo compuesta de detonantes ASMR, emitida por Resonance FM, cuyos anuncios aconsejaban a la audiencia que «escuchara con auriculares para obtener el efecto sensorial completo».
El 18 de mayo de 2015, la compositora contemporánea Holly Herndon lanzó un álbum llamado Platform que incluía una colaboración con la artista Claire Tolan, llamada Lonely At The Top, con la intención de provocar ASMR.
El tema Brush del álbum de 2016 de Holly Pester y su colección de poesía Common Rest presentaba a la artista Claire Tolan, que exploraba ASMR y su relación con la canción de cuna.

### Cine
La escena de corte de pelo de la película La batalla de los sexos incluía deliberadamente varios detonantes de ASMR. El director Jonathan Dayton declaró: «La gente trabaja para hacer vídeos que provocan esta respuesta [...] y nos preguntábamos si podríamos obtener esa respuesta en un cine lleno de gente».
Ha habido tres proyectos financiados con éxito, cada uno basado en propuestas para hacer una película sobre la ASMR: dos documentales y una pieza de ficción. Ninguna de estas películas está actualmente terminada.

### Televisión
El 31 de julio de 2015, el programa de la BBC Would I Lie to You? presentó a un creador de contenidos ASMR como invitado en el marco de la sección This is my, que tuvo como resultado la revelación de la persona relacionada con el comediante Joe Lycett.
En 2018, la ASMR, junto con varios de sus seguidores, apareció en el programa de Netflix Follow This para un episodio titulado The Internet Whisperers.El 8 de agosto del mismo año apareció en el Jimmy Kimmel Live! donde Jimmy Kimmel reunió a un grupo de jóvenes que le mostraron varios vídeos de ASMR para hacerle entender cómo funciona y por qué les gusta tanto.
Durante la Super Bowl LIII en 2019, Anheuser-Busch emitió un anuncio de temática ASMR para su cerveza Michelob Ultra Pure Gold, en el que Zoë Kravitz utiliza técnicas ASMR que incluyen susurrar y tocar una botella de oro puro en dos micrófonos. Rolling Stone describió el anuncio como un ejemplo de «generalización» de la ASMR.
El 3 de mayo de 2019, en el episodio de Real Time with Bill Maher de HBO, el músico Moby y Maher demostraron cómo utilizan la ASMR como mecanismo de ayuda.
El 16 de mayo de 2019, en el episodio de la serie The Good Fight de CBS All Access, titulada The One About the End of the World, un bufete de abogados utiliza presentaciones al estilo ASMR para tratar de acercarse a un juez cuando descubren que es un ávido seguidor del fenómeno.

### Literatura
En marzo de 2013, el programa radiofónico semanal estadounidense This American Life, de una hora de duración, emitió el primer cuento sobre la ASMR, titulado A Tribe Called Rest, escrito y leído por la novelista y guionista estadounidense Andrea Seigel. Existe un libro de no ficción sobre la ASMR, que forma parte de la serie Idiot's Guide.

## Estadísticas
Además de la información recopilada de los 475 sujetos que participaron en la investigación llevada a cabo por Nick Davies y Emma Barratt, ha habido dos intentos de recopilar datos estadísticos relacionados con la demografía, la historia personal, las condiciones clínicas y la experiencia subjetiva de aquellos que informan sobre la susceptibilidad a la ASMR.
En diciembre de 2012, el bloguero Craig Richard publicó los primeros resultados de una encuesta, que incluía 12 preguntas, que había recibido 161 respuestas, seguidos de los segundos resultados en agosto de 2015, momento en el que se obtuvieron 477 respuestas.
En agosto de 2014, Craig Richard, Jennifer Allen y Karissa Burnett publicaron una encuesta en SurveyMonkey que fue revisada por la Junta de Revisión Institucional de la Universidad de Shenandoah y el Comité de Revisión de Estudios Humanos de la Facultad de Psicología del Seminario Teológico Fuller. En septiembre de 2015, cuando la encuesta había recibido 13 000 respuestas, los editores anunciaron que estaban analizando los datos con la intención de publicar los resultados. Todavía no se dispone de ninguna publicación o informe.